# Walusiówka
Walusiówka – niewielka polana w Pieninach. Znajduje się na południowych stokach przełęczy Burzana (724 m) pomiędzy Ociemnym Wierchem (740 m) i Czerteżem (774 m). Z polany tej rozciąga się ograniczony widok na Masyw Trzech Koron. Poniżej polany, w dolinie Pienińskiego Potoku leży jaskinia Walusiowa Jama.
Często odpoczywają tutaj turyści. Na przełęczy Burzana znajduje się rozdroże szlaków turystycznych. Przez grań prowadzi główny niebieski szlak Pieninek zwany Sokolą Percią. Odchodzi od niego szlak zielony, który w jedną stronę prowadzi do Krościenka, w drugą zaś stronę trawersuje północne stoki Czerteża, umożliwiając turystom nielubiącym skalnej wspinaczki i wrażliwym na przepaściste widoki ominięcie najtrudniejszych i eksponowanych fragmentów grani Czerteża. Szlak ten przed Czertezikiem łączy się z Sokolą Percią.
Polana znajduje się na obszarze Pienińskiego Parku Narodowego, w granicach Krościenka nad Dunajcem w województwie małopolskim, w powiecie nowotarskim.

## Szlaki turystyki pieszej
(Sokola Perć) od przystani promowej Nowy Przewóz promem na drugą stronę Dunajca, dalej przez Sokolicę, Czertezik i Czerteż na Bajków Groń. Czas przejścia od przeprawy promowej na Bajków Groń: 2:30 h, ↓ 2:15 h
 do Krościenka. Czas przejścia 45 min, do góry 1 h
 północnymi stokami Czerteża do przełęczy między Czerteżem i Czertezikiem. Czas przejścia 20 min.